# Vischel (Berg)
Vischel ist ein Ortsteil der Ortsgemeinde Berg im Landkreis Ahrweiler in Rheinland-Pfalz. Der Ort, bestehend aus dem Schloss Vischel, der katholischen Kirche St. Nikolaus und drei Wohnhäusern mit Nebengebäuden, ist über eine Sackstraße von Berg aus erreichbar.

## Geschichte
Die erste überlieferte urkundliche Erwähnung von Vischel erfolgte 893 im Prümer Urbar. Die Abtei Prüm hatte einen reichen Besitz in „Wizsselle“. Den Neubruchzehnten gaben die Kölner Erzbischöfe in den Jahren 1086 und 1105 dem Stift Münstereifel, das mindestens seit 1222 das Patronatsrecht der Kirche in Vischel besaß.

## Sehenswürdigkeiten
- Ehemalige Pfarrkirche St. Nikolaus, Saalbau aus dem 16. Jahrhundert, Erweiterung im 18. Jahrhundert
- Schloss Vischel